# São Tomé de Abação
São Tomé de Abação ist ein Ort und eine ehemalige Gemeinde (Freguesia) im Norden Portugals.
São Tomé de Abação gehört zum Kreis Guimarães im Distrikt Braga. Die Gemeinde hatte eine Fläche von 5,2 km² und 2262 Einwohner (Stand 30. Juni 2011). Die Gemeinde ist nur gering urbanisiert.
Am 29. September 2013 wurden die Gemeinden Abação (São Tomé) und Gémeos zur neuen Gemeinde União das Freguesias de Abação e Gémeos zusammengeschlossen.